# Isola di Borden
L'isola di Borden fa parte dell'arcipelago delle isole Regina Elisabetta nel Canada del nord.
L'isola è completamente disabitata ed ha una superficie di 2.795 km², il che la rende la 172ª isola al mondo in ordine di grandezza e la 30ª isola canadese.
Si trova a nord dell'isola Mackenzie King e come quest'ultima è divisa tra 2 territori canadesi: la porzione più grande appartiene ai Territori del Nord-Ovest, il resto al territorio di Nunavut.

## Storia
L'isola prende il nome dal primo ministro Robert Borden. La prima persona a noi nota ad aver visitato l'isola è Vilhjalmur Stefansson nel 1916; all'inizio era stata descritta come una sola terra assieme all'isola del Re Mackenzie, ma nel 1947, durante una ricognizione aerea della Royal Canadian Air Force, si scoprì che in realtà si trattava di 2 isole separate dallo stretto di Wilkins.